# Strzeżymir
Strzeżymir – staropolskie imię męskie, złożone z członu Strzeży- ("strzec") oraz członu -mir ("pokój, spokój, dobro"). Oznacza "ten, który strzeże pokoju".
Staropolskie zdrobnienia: Strzeż, Strzeżak, Strzeżek, Strzeżk, Strzeżka (masc.), Strzeżko, Strzeżuch, Strzeżych, Strzeżyk; Strzech, Strzestko, Strzesz, Strzeszak, Strzeszek, Strzeszk, Strzeszka (masc.), Strzeszko.
Strzeżymir imieniny obchodzi 22 kwietnia.